# Temporada 1992-93 de los Denver Nuggets
La temporada 1992-93 fue la decimoséptima de los Denver Nuggets en la NBA, tras la fusión de la liga con la ABA, donde había jugado nueve temporadas. La temporada regular acabó con 36 victorias y 46 derrotas, ocupando el noveno puesto de la conferencia Oeste, no logrando clasificarse para los playoffs.

## Elecciones en elDraft
| Ronda | Puesto | Jugador        | Posición  | Nacionalidad   | Universidad |
| ----- | ------ | -------------- | --------- | -------------- | ----------- |
| 1     | 5      | LaPhonso Ellis | Ala-Pívot | Estados Unidos | Notre Dame  |
| 1     | 13     | Bryant Stith   | Escolta   | Estados Unidos | Virginia    |
| 2     | 46     | Robert Werdann | Pívot     | Estados Unidos | St. John's  |

## Temporada regular
| División Medio Oeste   | División Medio Oeste | División Medio Oeste | División Medio Oeste | División Medio Oeste | División Medio Oeste | División Medio Oeste | División Medio Oeste | División Medio Oeste |
| Equipo                 | G                    | P                    | %                    | PD                   | Casa                 | Fuera                | Div                  |                      |
| ---------------------- | -------------------- | -------------------- | -------------------- | -------------------- | -------------------- | -------------------- | -------------------- | -------------------- |
| y-Houston Rockets      | 55                   | 27                   | .671                 | —                    | 31–10                | 24–17                | 19–7                 |                      |
| x-San Antonio Spurs    | 49                   | 33                   | .598                 | 6                    | 31–10                | 18–23                | 17–9                 |                      |
| x-Utah Jazz            | 47                   | 35                   | .573                 | 8                    | 28–13                | 19–22                | 16–10                |                      |
| Denver Nuggets         | 36                   | 46                   | .439                 | 19                   | 28–13                | 8–33                 | 13–13                |                      |
| Minnesota Timberwolves | 19                   | 63                   | .232                 | 36                   | 11–30                | 8–33                 | 10–16                |                      |
| Dallas Mavericks       | 11                   | 71                   | .134                 | 44                   | 7–34                 | 4–37                 | 3–23                 |                      |

## Estadísticas

### Temporada regular
| Rk | Jugador         | Edad | P  | PT | MP   | TC  | TCI  | %TC  | T3  | T3I | %T3  | TL  | TLI | %TL  | RO  | RD  | RT   | AS  | RB  | TAP | BP  | FP  | PTS  |
| -- | --------------- | ---- | -- | -- | ---- | --- | ---- | ---- | --- | --- | ---- | --- | --- | ---- | --- | --- | ---- | --- | --- | --- | --- | --- | ---- |
| 1  | Dikembe Mutombo | 26   | 82 | 82 | 36.9 | 4.9 | 9.5  | .510 | 0.0 | 0.0 |      | 4.1 | 6.0 | .681 | 4.2 | 8.9 | 13.0 | 1.8 | 0.5 | 3.5 | 2.6 | 3.5 | 13.8 |
| 2  | Reggie Williams | 28   | 79 | 79 | 34.5 | 6.8 | 14.8 | .458 | 0.4 | 1.5 | .270 | 3.0 | 3.7 | .804 | 1.7 | 3.7 | 5.4  | 3.7 | 1.6 | 1.0 | 2.5 | 3.6 | 17.0 |
| 3  | Chris Jackson   | 23   | 81 | 81 | 33.5 | 7.8 | 17.4 | .450 | 0.9 | 2.4 | .355 | 2.7 | 2.9 | .935 | 0.6 | 2.1 | 2.8  | 4.2 | 1.0 | 0.1 | 2.3 | 2.2 | 19.2 |
| 4  | LaPhonso Ellis  | 22   | 82 | 82 | 33.5 | 5.9 | 11.7 | .504 | 0.0 | 0.2 | .154 | 2.9 | 3.9 | .748 | 3.3 | 5.7 | 9.1  | 1.8 | 0.9 | 1.4 | 1.9 | 3.6 | 14.7 |
| 5  | Mark Macon      | 23   | 48 | 27 | 23.8 | 3.3 | 7.9  | .415 | 0.0 | 0.1 | .000 | 0.9 | 1.3 | .700 | 0.7 | 1.5 | 2.1  | 2.6 | 1.4 | 0.1 | 1.5 | 2.8 | 7.5  |
| 6  | Bryant Stith    | 22   | 39 | 12 | 22.2 | 3.2 | 7.1  | .446 | 0.0 | 0.1 | .000 | 2.5 | 3.1 | .832 | 1.0 | 2.2 | 3.2  | 1.3 | 0.6 | 0.1 | 1.1 | 2.1 | 8.9  |
| 7  | Robert Pack     | 23   | 77 | 1  | 20.5 | 3.7 | 7.9  | .470 | 0.0 | 0.1 | .125 | 3.1 | 4.0 | .768 | 0.7 | 1.4 | 2.1  | 4.4 | 1.1 | 0.1 | 2.4 | 2.4 | 10.5 |
| 8  | Marcus Liberty  | 24   | 78 | 32 | 20.3 | 3.2 | 7.9  | .406 | 0.3 | 0.8 | .373 | 1.3 | 2.0 | .654 | 1.7 | 2.6 | 4.3  | 1.3 | 0.8 | 0.3 | 1.0 | 1.8 | 8.1  |
| 9  | Tom Hammonds    | 25   | 35 | 0  | 16.3 | 2.5 | 5.0  | .489 | 0.0 | 0.0 | .000 | 0.9 | 1.5 | .611 | 0.9 | 1.8 | 2.7  | 0.5 | 0.5 | 0.2 | 0.9 | 1.6 | 5.9  |
| 10 | Todd Lichti     | 26   | 48 | 12 | 15.7 | 2.6 | 5.8  | .449 | 0.0 | 0.1 | .333 | 1.7 | 2.1 | .794 | 0.7 | 1.4 | 2.1  | 1.1 | 0.6 | 0.2 | 1.0 | 1.3 | 6.9  |
| 11 | Gary Plummer    | 30   | 60 | 0  | 12.3 | 1.8 | 3.8  | .465 | 0.0 | 0.1 | .000 | 1.2 | 1.6 | .726 | 0.9 | 2.0 | 2.9  | 0.7 | 0.2 | 0.2 | 1.3 | 2.4 | 4.7  |
| 12 | Kevin Brooks    | 23   | 55 | 2  | 10.4 | 1.7 | 4.2  | .399 | 0.1 | 0.5 | .231 | 0.6 | 0.7 | .875 | 0.4 | 1.1 | 1.5  | 0.6 | 0.2 | 0.0 | 0.7 | 0.8 | 4.1  |
| 13 | Scott Hastings  | 32   | 76 | 0  | 8.8  | 0.8 | 1.5  | .509 | 0.0 | 0.1 | .250 | 0.5 | 0.7 | .727 | 0.6 | 1.2 | 1.8  | 0.4 | 0.2 | 0.1 | 0.4 | 1.5 | 2.1  |
| 14 | Robert Werdann  | 22   | 28 | 0  | 5.3  | 0.6 | 2.1  | .305 | 0.0 | 0.0 | .000 | 0.6 | 1.1 | .548 | 0.8 | 1.0 | 1.9  | 0.3 | 0.2 | 0.1 | 0.4 | 1.4 | 1.9  |

## Galardones y récords
| Jugador/Entrenador | Galardón                            |
| Chris Jackson      | Jugador Más Mejorado de la NBA      |
| LaPhonso Ellis     | Mejor quinteto de rookies de la NBA |